# Salvia holwayi
Salvia holwayi es una especie de planta herbácea perennifolia de la familia de las lamiáceas. Es originaria de Guatemala donde se encuentra en el Volcán de Agua, en Santa María de Jesús a una altitud de 1000 a 3000 metros y a una similar altura en el estado mexicano de Chiapas,  donde frecuentemente hace un sotobosque mezclada con pinos, bosques de robles y matorrales. 

## Descripción
Salvia holwayi alcanza un tamaño de 80-120 cm de altura y se puede propagar fácilmente a 2-3 metros en un año. Sus tallos flexibles y largos crecer sobre otros arbustos y árboles, con muchos inflorescencias en cada tallo. Las flores de color rojo cardenal son de casi 3 cm de largo y se infla en el centro. Con las  numerosas inflorescencias,  las flores florecen muy próximas entre sí, al mismo tiempo, siendo la planta muy llamativa. Las hojas deltoides son de color amarillo-verde con un pronunciado veteado,  varían en tamaño, con un promedio de 2 en largo y 1 de ancho. La planta tiene un aspecto muy señorial.

## Taxonomía
Salvia holwayi fue descrita por  Joseph Blake y publicado en Proceedings of the Biological Society of Washington 33: 113–114. 1920.
Etimología
Ver: Salvia
holwayi: epíteto otorgado en honor de Edward Willet Dorland Holway recolector de plantas y hongos del siglo XIX. 
Sinonimia
- Salvia popenoei S.F.Blake[3][4]

## Nombres comunes
Flor de gorrión, tatsuna, castita blanca, mielillo.